# Dynas (kráter)
Dynas je impaktní kráter na Saturnově měsíci Mimas. Nomenklatura kráterů na Mimasu čerpá z britské mytologie – konkrétně z Artušovských legend, tento je tak pojmenován podle Dinadana, rytíře Kulatého stolu. Název byl schválen Mezinárodní astronomickou unií v roce 1982.
Má průměr 35 km a jeho střední souřadnice na měsíci jsou 2°21′00″ S a 80°42′36″ Z. Dynasem prochází mimaský rovník.
Západně se rozkládá největší kráter Mimasu Herschel, severně pak kráter Balin se stejným průměrem jako má Dynas.